# Filiżanka

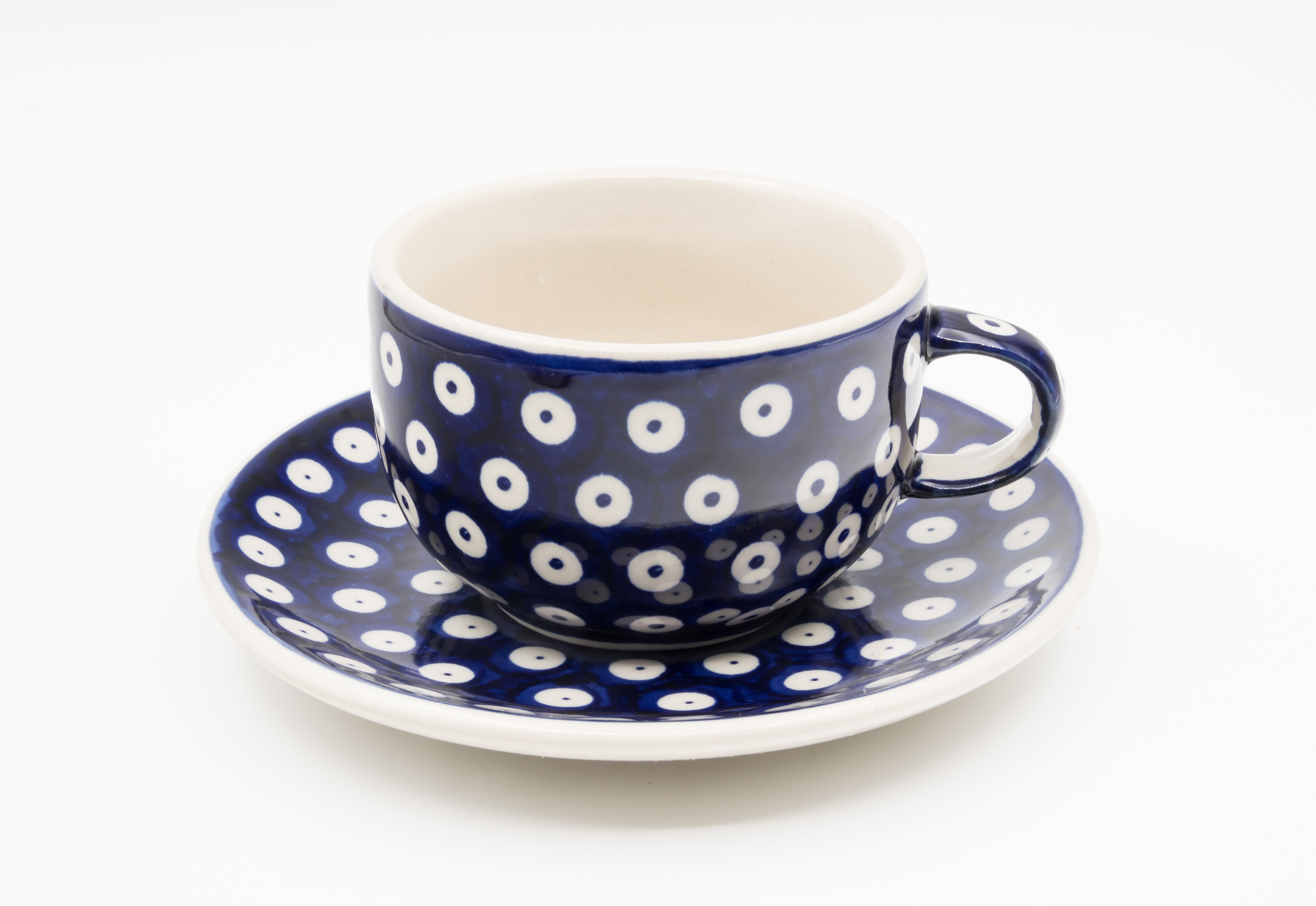
Filiżanka z ceramiki bolesławieckiej, ze spodkiem

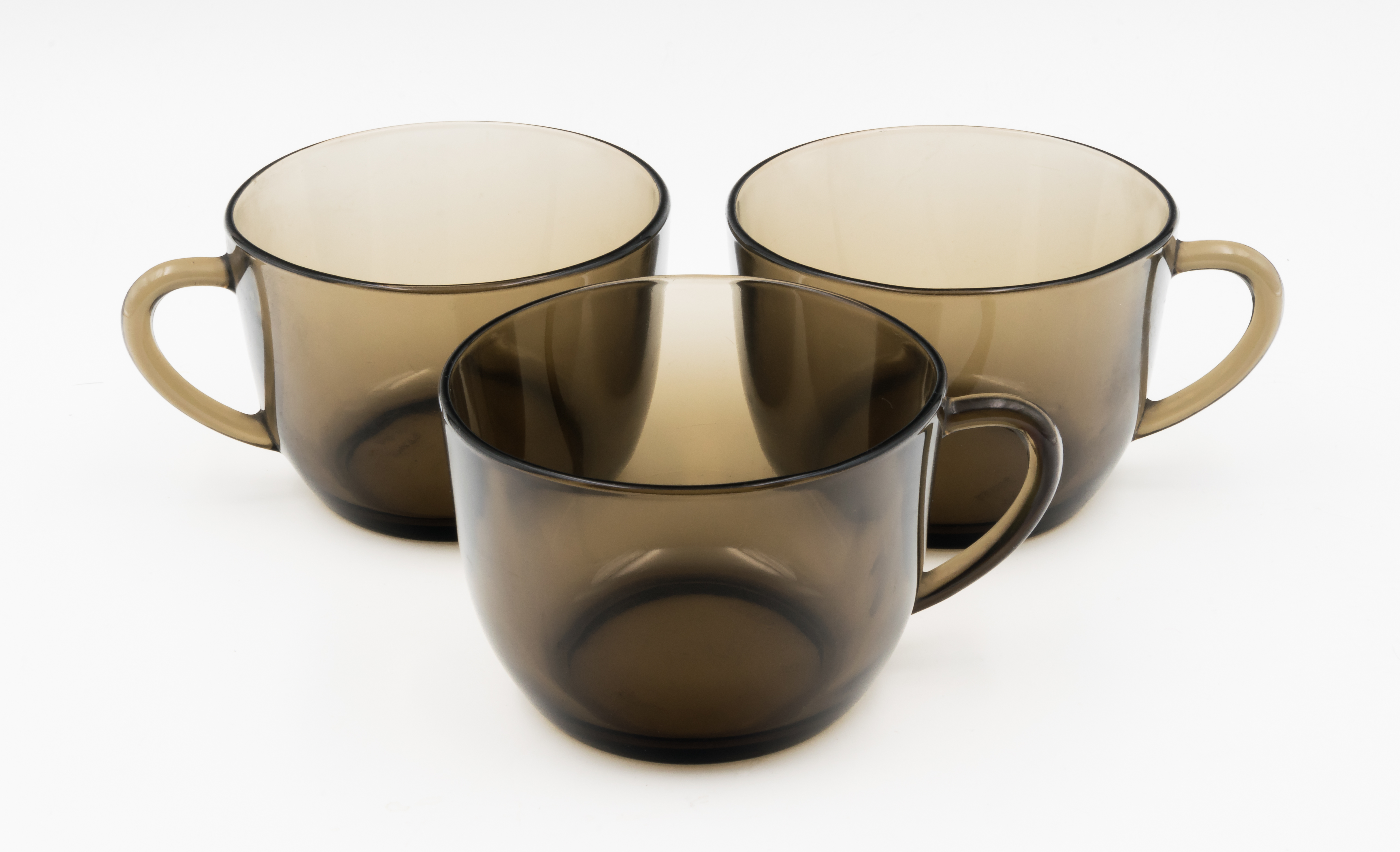
Szklane filiżanki do herbaty

Filiżanka – niewielkie naczynie, czarka, najczęściej z uszkiem służąca do picia napojów takich jak kawa czy herbata.  Zazwyczaj używane z odpowiednim spodkiem. 
Filiżanki z dwoma uszkami służące do podawania zup to bulionówki. 
Pierwsze filiżanki sprowadzone do Europy z Japonii nie miały uszek, podobnie jak ich europejskie imitacje pochodzące z Miśni. Tradycyjnie wyrabiane są z porcelany lub fajansu.